# Pelabuhan Dagang
Pelabuhan Dagang is een bestuurslaag in het regentschap Tanjung Jabung Barat van de provincie Jambi, Indonesië. Pelabuhan Dagang telt 2905 inwoners (volkstelling 2010).